# Punktwert
Der Punktwert ist der Geldwert eines Bewertungspunktes in den Gebührenordnungen der Gesetzlichen Krankenversicherung (GKV) und in den privaten Gebührenordnungen für Ärzte (GOÄ) und Zahnärzte (GOZ). Der Wert jeder ärztlichen Leistung ist durch eine ihr zugeordnete Punktmenge (Bewertungszahl) bestimmt.

## Gebührenordnungen der Gesetzlichen Krankenversicherung
Die Gebührenordnung der GKV für den ärztlichen Bereich ist der Einheitliche Bewertungsmaßstab (EBM) und für den zahnärztliche Bereich der Bewertungsmaßstab zahnärztlicher Leistungen (BEMA). Das Honorar der einzelnen ärztlichen oder zahnärztlichen Leistung ergibt sich aus der Multiplikation der Bewertungszahl in Punkten mit dem Punktwert in Euro.
Die Bewertungsmaßstäbe EBM und BEMA gemäß § 87 SGB V bestimmen den Inhalt der abrechnungsfähigen Leistungen und ihr wertmäßiges, in Punkten ausgedrücktes Verhältnis zueinander. Zahnärztliche Leistungen, die nicht im BEMA enthalten sind, werden nach dem Gebührenverzeichnis der Gebührenordnung für Ärzte (GOÄ) vom 12. November 1982 in der jeweils gültigen Fassung bewertet. Zur Ermittlung der Bewertungszahl ist für 9 GOÄ-Punkte 1 BEMA-Punkt anzusetzen.
Jährlich wird der Punktwert zwischen den Krankenkassen und den Kassenärztlichen Vereinigungen (KV) bzw. den Kassenzahnärztlichen Vereinigungen (KZV) neu verhandelt.
In erster Linie durch die Budgetierung, aber auch durch andere Faktoren (z. B. Degression) bleibt der vereinbarte Punktwert und damit das festgelegte Honorar nur eine theoretische Größe und wird in der Praxis teils erheblich unterschritten.

### Ärztlicher Bereich
Seit 2009 legt der Bewertungsausschuss einen sogenannten bundeseinheitlichen Orientierungspunktwert fest. Der Erweiterte Bewertungsausschuss hatte diesen Orientierungspunktwert für 2009 mit 3,5001 Cent und für 2010, 2011 und 2012 mit 3,5048 Cent festgelegt. Zum 1. Oktober 2013 wurden der Orientierungswert (vorher: 3,5363 Cent) und der kalkulatorische Punktwert (vorher: 5,11 Cent) auf 10 Cent angehoben. Die Erhöhung – das war eine Bedingung der Krankenkassen – erfolgte ausgabenneutral, das heißt, die Preise im Einheitlichen Bewertungsmaßstab (EBM) veränderten sich allein durch die Anpassung nicht. Damit die Multiplikation der jeweiligen Punktzahl mit 10 Cent den gleichen Preis ergab wie vorher mit 3,5363 Cent, wurden die Punktzahlen, die Bewertung der Leistungen, im EBM abgesenkt. Der Orientierungswert wurde ab 1. Januar 2016 auf 10,4361 Cent erhöht. Die KVen haben die Möglichkeit, mit den Krankenkassen für förderungswürdige Leistungen und in unterversorgten Planungsbereichen Zuschläge auf den Orientierungspunktwert zu vereinbaren.
| Jahr | Erhöhung | Cent    |
| ---- | -------- | ------- |
| 2025 | +3,85 %  | 12,3934 |
| 2024 | +3,85 %  | 11,9339 |
| 2023 | +2,000 % | 11,4915 |
| 2022 | +1,275 % | 11,2662 |
| 2021 | +1,25 %  | 11,1244 |
| 2020 | +1,52 %  | 10,9871 |
| 2019 | +1,58 %  | 10,8226 |
| 2018 | +1,18 %  | 10,6543 |
| 2017 | +0,9 %   | 10,5300 |
| 2016 | +1,6 %   | 10,4361 |
| 2015 | +1,4 %   | 10,2718 |
| 2014 | +1,3 %   | 10,1300 |
| 2013 | +0,9 %   | 10,0000 |
| 2012 | -        |         |
| 2011 | -        |         |
| 2010 | -        |         |

Die Punktwerte des EBM lassen sich nicht mit den Punktwerten des BEMA vergleichen, weil ihnen unterschiedliche Bewertungszahlen zu Grund liegen.

### Zahnärztlicher Bereich
Im zahnärztlichen Bereich beträgt der bundeseinheitliche Punktwert für Zahnersatz für das Jahr 2019 0,9297 EUR. Für die übrigen Leistungen ist der Punktwert je nach Krankenkasse und Bundesland verschieden. Dieser Punktwert wird jedoch gemäß GKV-Versorgungsstrukturgesetz ab 2013 – in jedem Bundesland individuell – unter den Krankenkassen gewichtet vereinheitlicht.

## Private Gebührenordnungen
In der Bundesgebührenordnung für Zahnärzte (Bugo-Z), die im Jahre 1965 in Kraft getreten ist, waren die einzelnen Leistungen in D-Mark bewertet, die mit einem Multiplikator (1–6-fach) zum Berechnungsbetrag geführt haben. Bei der volumenneutralen Umstellung im Jahre 1988 auf eine neue Gebührenordnung wurden die einzelnen Leistungen neu bewertet. Seitdem sind in der Gebührenordnung für Ärzte (GOÄ) und in der Gebührenordnung für Zahnärzte (GOZ) die einzelnen Leistungen mit einer Bewertungszahl in Punkten versehen. Der Punktwert wird jeweils von der Bundesregierung (dort letztlich vom Bundesministerium für Gesundheit (BMG)) mit Zustimmung des Bundesrats festgesetzt. Die Multiplikation der Bewertungszahl in Punkten mit dem Punktwert und dem Steigerungssatz (1-3,5-fach) ergibt das jeweilige Honorar.
Der Punktwert der GOÄ wurde zuletzt 1996 an die gestiegenen Kosten in Arztpraxen angepasst und ist (Stand 2023) seit inzwischen 27 Jahren unverändert:
- der GOÄ-Punktwert betrug
  - zum 1. Januar 1983 10 Pfennige,
  - zum 1. Juli 1988 11 Pfennige, und beträgt
  - seit 1. Januar 1996 11,4 Pfennige bzw. seit der Euro-Umstellung zum 1. Januar 1999 5,82873 Cent.

Der Punktwert der GOZ ist seit 35 Jahren (1988–2023) unverändert:
- der GOZ-Punktwert beträgt seit Inkrafttreten der GOZ:
  - zum 1. Januar 1988 11 Pfennige bzw. seit der Euro-Umstellung zum 1. Januar 1999 5,62421 Cent.

Im gleichen Zeitraum (1988–2022) sind die Lebenshaltungskosten um durchschnittlich 65 % gestiegen.

## Seitennachweise
1. ↑  zm online - Lauterbach dämpft Erwartungen bei GOÄ-Reform